# Цырендоржиев, Сергей Сультимович
Серге́й Сульти́мович Цырендоржи́ев — российский бурятский писатель, 3аслуженный работник культуры Бурятии и Российской Федерации (1995).

## Биография
Сергей Цырендоржиев родился 28 февраля 1937 года в селе Сосново-Озерское Еравнинского района Бурятии. После учёбы в Сосновоозерской средней школе, Сергей поступил на историко-филологический факультет Бурятского государственного педагогического института им. Д. Банзарова, которое окончил в 1960 году.
Вернувшись в родной район, трудился учителем в Зун-Ульдургинской, Гундинской, Исингской школах.
В 1970 году учился в Высшей партийной школе при ЦК КПСС. После этого работал инспектором Еравнинского районного отдела народного образования, заведующим отделом писем районной газеты «Еравнинская правда».
В 1971 году Цырендоржиев занялся журналистской и литературной деятельностью. Работал собственным корреспондентом газеты «Буряад үнэн», заместителем редактора газет «Молодёжь Бурятии», «Буряад үнэн», инструктором отдела пропаганды и агитации Бурятского обкома КПСС.
В 1975 году назначен главным редактором журнала «Байкал». Работая в течение 25 лет главным редактором журнала «Байкал», С. Цырендоржиев способствовал публикации на его страницах многочисленных произведений бурятской прозы и поэзии. Неоднократно избирался делегатом всероссийских, всесоюзных съездов писателей. Был членом правления Союза писателей РСФСР (1980—1995), секретарем Союза писателей РСФСР (1990—1995).

## Творчество
В 1958 году в газете «Буряад үнэн» опубликован первый рассказ Цырендоржиева  «Всему своё время», который был написан на бурятском языке. Рассказы, повести и очерки печатались в еженедельнике «Литературная Россия», в журналах «Байгал», «Байкал», «Вершины», «Морин хуур», «Цог» (Огонёк) (Монголия)
Широкий отклик читателей Бурятии получил сборник рассказов «Хүлгөөтэ һүни» (Тревожная ночь), вышедший в 1972 году. Произведения С. Цырендоржиева переведены на русский язык В. Штеренбергом, Т. Ошаниной, В. Митыповым, В. Корнаковым, Ю. Шестаковой — «Два встречных огня» (1973, 1976, 1984), «Устремленность» (1979), «Поклон старикам» (1983).
Книги Сергея Цырендоржиева также переводидись на монгольский, казахский, украинский, белорусский, азербайджанский, китайский, венгерский языки.
Сам Цырендоржиев тоже занимался переводами на бурятский язык произведений таких писателей как Исай Калашников, Владимир Корнаков, Юлиан Семенов.

## Награды и звания
- Заслуженный работник культуры Российской Федерации (5 августа 1995 года) — за заслуги в области культуры и многолетнюю добросовестную работу[2]
- 3аслуженный работник культуры Бурятии
- В 1978 году награждён золотой медалью им. Ю.А. Гагарина Международной федерации авиации и космонавтики СССР
- В 1981 году за книгу «Устремлённость» удостоен Государственной премии Бурятии в области литературы и искусства
- В 1984 году стал Лауреатом еженедельника «Литературная Россия» за рассказ «Янгар»